# Hélène Ezanno

a Compétitions nationales et continentales officielles uniquement.

b Matchs officiels uniquement.
Hélène Ezanno, née le 28 août 1984, est une joueuse internationale française de rugby à XV évoluant au poste de pilier, internationale en équipe de France depuis 2011.

## Biographie

### Études

#### Cursus scolaire
- 2002 : Baccalauréat Sciences et Techniques du Laboratoire, option Biochimie-Génie Biologique (mention Bien) à Ploemeur (Morbihan)
- 2004 : DUT Génie Biologique option Analyses Biologiques et Biochimiques à l’IUT de Quimper (Finistère)
- 2007 : Diplôme d’Ingénieur Agroalimentaire et Santé à l’Institut Polytechnique LaSalle Beauvais, anciennement ISAB (Oise)
- 2008 : Master 2 recherche Biologie, Productions Animales et Qualité, option Biochimie et Génétique appliquées à la cellule animale à l'Université de Rennes-I (Ille-et-Vilaine)

#### Doctorat
Hélène Ezanno a réalisé sa thèse de doctorat au laboratoire de Biochimie et Nutrition Humaine d’AgroCampus Ouest à Rennes (Unité Sous Contrat INRA) entre janvier 2009 et mai 2012. Ses recherches ont porté sur les rôles biologiques des acides gras saturés, et plus particulièrement sur les fonctions physiologiques et cellulaires de l’acide myristique, un acide gras saturé présent dans la matière grasse laitière. Le financement de sa thèse a été assuré par le CNIEL (Centre national interprofessionnel de l'économie laitière). 
- In vitro. Les résultats obtenus pendant cette thèse ont mis en évidence l’effet activateur de l’acide myristique sur l’activité d’une enzyme (la dihydrocéramide delta4-désaturase) impliquée dans la biosynthèse des céramides. Hélène Ezanno a également montré la myristoylation (liaison covalente entre l’acide myristique et une protéine) d’une nouvelle protéine nommée MGRN1 (enzyme d’ubiquitination) et étudié les conséquences sur la fonction biochimique de cette protéine.
- In vivo. Hélène Ezanno a mesuré les effets physiologiques d’un apport alimentaire en beurre par rapport à l'huile d’olive. Les résultats ont montré un effet positif de la matière grasse laitière sur la concentration plasmatique en cholestérol et sur l'enrichissement des tissus en acides gras polyinsaturés des familles omega 6 et omega 3.

#### Publications
Au cours de sa thèse, Hélène Ezanno a participé à différents congrès et a notamment présenté ses résultats au 7e congrès du Groupe d’Etude et de Recherche en Lipidomique, à Anglet (4-6 octobre 2010). Elle a également publié une partie de ses résultats dans le journal Lipids (Ezanno, H., Le Bloc’h, J., Beauchamp, E., Lagadic-Gossmann, Legrand, P., Rioux, V. (2012). Myristic acid increases dihydroceramide delta4-desaturase 1 (DES1) activity in cultured rat hepatocytes. Lipids 47, 117-128).

### Rugby

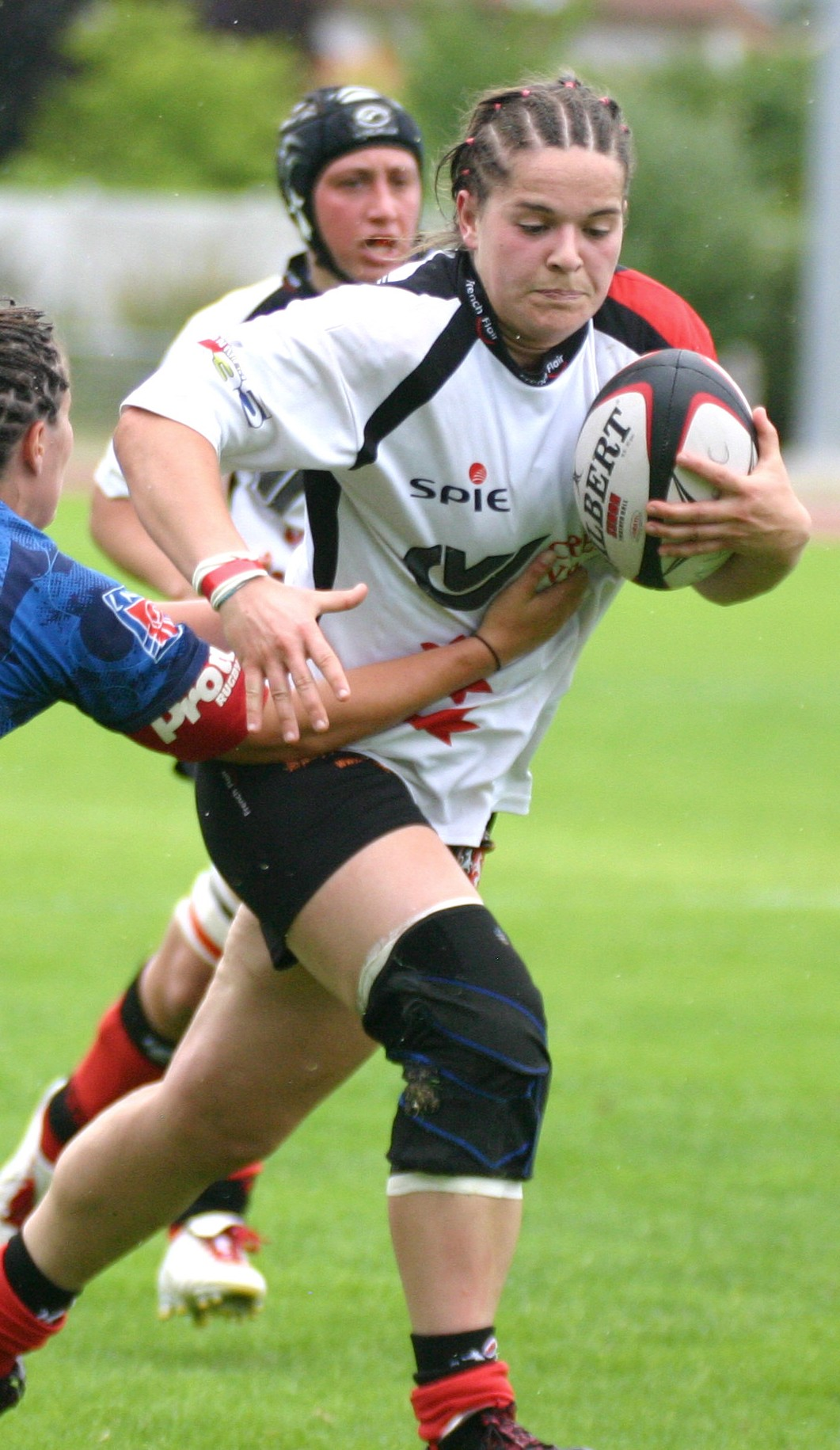
Hélène Ezanno avec le Stade rennais rugby.

#### En club
- De 2007 à 2013 : Stade rennais rugby
- De 2013 à 2016 : Lille Métropole RC villeneuvois

#### En équipe nationale
- Première sélection en équipe de France le 4 février 2011 contre l'Écosse, match remporté sur le score de 53 à 3
- 35 sélections en équipe de France féminine

#### Après sa carrière
Depuis la saison 2016/2017, Hélène Ezanno entraine l'équipe réserve féminine du Lille Métropole RC Villeneuvois. Lorsqu'elle a commencé en tant qu'entraineur, l'équipe évoluait au plus petit niveau en Fédérale 2 féminine à XV et elle évolue désormais (depuis la saison 2017/2018) en fédérale 1 Féminine à XV.
Le 9 décembre 2017, elle est élue au comité directeur de la Ligue régionale Hauts-de-France de rugby au sein de liste menée par Jean-Louis Lamy, président sortant du comité des Flandres de rugby. Elle ne se représente pas en 2020.
En 2018 et 2019, elle est nommée chef de délégation de l'équipe de France des moins de 20 ans féminine.

## Palmarès

### En club
- Championnat de France féminin 1re division :
  - Vice-championne : 2017 avec le Lille Métropole RC Villeneuvois (défaite 17-11 contre Montpellier)
  - Championne : 2016 avec le Lille Métropole RC villeneuvois
  - Vice-championne : 2011 avec le Stade rennais rugby (défaite 15-11 contre l'USAP)

### En équipe nationale
- Participation au Tournoi des six nations féminin 2011 (2e), 2012 (2e), 2013 (2e), 2014 (1e ; Grand Chelem)
- Participation au Trophée européen 2011 (3e)
- Participation à la Coupe du monde 2014 (3e)